# ابراهیم‌حاجی‌لی
ابراهیم‌حاجی‌لی (به لاتین: İbrahimhacılı) یک منطقه مسکونی در جمهوری آذربایجان است که در شهرستان تووز واقع شده است. این روستا ۳۸۳۸ نفر جمعیت دارد.